# Bromsulphthalein
Bromsulphthalein hoặc bromosulfophthalein (BSP) là thuốc nhuộm phthalein được sử dụng trong các xét nghiệm chức năng gan. Xác định tốc độ loại bỏ thuốc nhuộm từ dòng máu cho phép đo chức năng gan.